# فايز بن محمود أبا
فايز بن محمود أبّا (1955)، ناقد وكاتب ومترجم سعودي، من أبرز النقاد السعوديين غير الأكاديميين، أولى اهتمامه بالآداب الأجنبية ترجمةً وتعريفًا، وبصورة خاصة أدب أوروبا الشرقية وأمريكا اللاتينية، وهو أول من ترجم كتاب (فن الرواية) لميلان كونديرا، إذ نقله إلى العربية ونشره على أجزاء في زاويته بصحيفة البلاد المعنونة بسؤال (من يعلّق الجرس؟)، وعرف عن العديد من الأسماء والنصوص الأدبية الأجنبية، منها قصة (ضفة النهر الثالثة) للكاتب البرازيلي غوريماس روزا، وكتاب (التاريخ الكوني للخزي) لكاتبه خورخي بورخيس.

## نشأته وتعليمه
ولد في مكة المكرمة وفيها نشأ، إذ تلقى تعليمه في مدرسة الفلاح بمكة وحضر عدداً من حلق التعليم في المسجد الحرام، وقد قوت تلك الحلقات معرفته بالعلوم العربية والشرعية، ثم التحق بعد ذلك بكلية التربية بجامعة الملك عبد العزيز بجدة، وحصل على الشهادة الجامعية في اللغة الإنجليزية عام 1398هـ/1978م.

## عمله بالصحافة
عمل فايز أبا في الصحافة متنقلاً بين عدة صحف ومجلات في فترة سبقت تخرجه في الجامعة. وكانت بداية عمله في الصحافة عام 1395هـ/1975م إذ كان متعاوناً وكاتباً ينشر مقالات في موضوعات ثقافية ونقدية إلى أن تعين رئيساً للقسم الثقافي بمجلة «اقرأ» عام 1406هـ/1986م. انتقل بعد ذلك إلى صحيفة «عرب نيوز»، ثم صحيفة «سعودي جازيت»، وكلاهما تصدران باللغة الإنجليزية، إلى أن انتقل إلى صحيفة الوطن التي عمل فيها منذ تأسيسها عام 1420هـ/ 1999م ليستقيل منها عام1422هـ/2001م بعد أن رأس فيها قسم الترجمة.

## النقد
يعد فايز من أبرز النقاد السعوديين غير الأكاديميين ومن القلائل الذين لم يتخصصوا في اللغة العربية، غير أن كتاباته تحمل ثقافة عريضة سواء في الأدب العربي أو في الآداب العالمية التي كانت رافداً مهماً ميّز كتاباته طوال مدة نشاطه. وقد عرف فايز بقلة مجاملته في النقد إلى جانب حسه النقدي الرفيع، لكنه عرف أيضاً بقربه من الكتّاب الناشئين إذ كان منـزله في جدة أشبه بالمنتدى الذي يرتاده الكثير من المهتمين والراغبين في الإفادة من آرائه.
وفايز إلى جانب ذلك أحد القلائل في النقد الأدبي السعودي الذين اهتموا بالترجمة والتعريف بالآداب الأجنبية لاسيما أدب أوروبا الشرقية وأمريكا اللاتينية، فقد ترجم كتاب الكاتب التشيكي/ الفرنسي ميلان كونديرا حول فن الرواية ونشر أجزاءً منه إلا أنه لم يتمكن من نشر ترجمته كاملة. هذا إلى جانب ترجمته لعدد من القصص السعودية إلى الإنجليزية.

## الإصدارات
وصدر له كتاب عنوانه التاريخ الكوني للخزي لبورخيس (ترجمة) في بيروت عام 2002م، وكتاب بعنوان «من يعلق الجرس؟» عن نادي المنطقة الشرقية الأدبي، 1429هـ/2008م ضم جملة من مقالاته المنشورة في الصحف والمجلات.

## مرضه
أصيب فايز عام 1423هـ بجلطة دماغية أدت إلى إصابته بالشلل، لكنه حقّق تحسناً كبيراً، فمع أن مرضه ما يزال يعيق قدرته على الكتابة، فإنه لم يحل بينه وبين القراءة والمتابعة.